# 비스포스포글리세르산 변위효소
비스포스포글리세르산 변위효소(영어: bisphosphoglycerate mutase, BPGM) (EC 5.4.2.4)는 적혈구와 태반 세포에서의 고유한 효소이다. 비스포스포글리세르산 뮤테이스라고도 한다. 비스포스포글리세르산 뮤테이스는 1,3-비스포스포글리세르산(1,3-BPG)으로부터 2,3-비스포스포글리세르산(2,3-BPG)으로의 전환을 촉매한다. 비스포스포글리세르산 뮤테이스는 또한 뮤테이스와 인산가수분해효소의 기능을 가지고 있지만 해당과정의 사촌격 효소인 포스포글리세르산 뮤테이스(PGM)와는 달리 활성이 훨씬 낮다. 이는 뮤테이스와 인산가수분해효소의 두 가지 기능을 선호하지만 2,3-비스포스포글리세르산(2,3-BPG)의 합성을 덜 촉매할 수도 있다.

## 조직 분포
비스포스포글리세르산 뮤테이스의 주요 기능은 2,3-비스포스포글리세르산(2,3-BPG)의 합성이기 때문에 이 효소는 적혈구와 태반 세포에서만 발견된다. 해당과정에서 1,3-비스포스포글리세르산(1,3-BPG)를 2,3-비스포스포글리세르산(2,3-BPG)로 전환하는 것은 또 다른 불필요한 단계를 추가하는 것이기 때문에 매우 비효율적이다. 2,3-비스포스포글리세르산(2,3-BPG)의 주요 역할은 헤모글로빈의 평형을 탈산소 상태로 전환하는 것이기 때문에, 2,3-비스포스포글리세르산의 생산은 적혈구와 태반 세포와 같이 헤모글로빈을 함유하고 있는 세포에서만 실제로 유용하다.

## 기능
1,3-비스포스포글리세르산(1,3-BPG)은 해당과정에서 대사 중간생성물로 생성된다. 그런 다음 비스포스포글리세르산 뮤테이스는 1,3-비스포스포글리세르산(1,3-BPG)을 산소(O2) 운반에 중요한 기능을 수행하는 2,3-비스포스포글리세르산(2,3-BPG)로 전환시킨다. 2,3-비스포스포글리세르산(2,3-BPG)은 헤모글로빈과 높은 친화력으로 결합하여 입체구조적 변화를 일으켜 산소를 방출한다. 그러면 조직 세포가 유리된 산소를 흡수할 수 있다. 이것은 태아와 산모의 혈액이 매우 가까운 곳에 있는 태반에서도 중요하다. 태반이 2,3-비스포스포글리세르산을 생성하면 근처의 모체 헤모글로빈으로부터 많은 양의 산소가 방출되어 2,3-비스포스포글리세르산에 대한 친화도가 훨씬 낮은 태아 헤모글로빈과 산소가 결합할 수 있다.

## 구조

### 전체
비스포스포글리세르산 뮤테이스는 각각 고유한 활성 부위가 있는 두 개의 동일한 단백질 소단위체로 구성된 이합체이다. 각각의 소단위체는 6개의 β-가닥(β A-F)와 10개의 α-나선(α 1-10)으로 구성된다. 이합체화는 두 단량체의 β C 및 α 3 면을 따라 일어난다. 비스포스포글리세르산 뮤테이스는 거의 모든 포스포글리세르산 뮤테이스 및 비스포스포글리세르산 뮤테이스에서 보존된 주요 활성 부위 잔기들과 함께 포스포글리세르산 뮤테이스의 대응물과 대략 50% 정도 동일하다.

### 중요한 잔기
- His11: 1,2-비스포스포글리세르산(1,2-BPG)에서 1,3-비스포스포글리세르산(1,3-BPG)으로의 반응에서의 친핵체이다. His188의 도움으로 앞뒤로 회전하여 1' 인산기를 공격하기 위해 인라인(in-line) 위치에 있다.[3]
- His188: 단백질의 전반적인 안정성[4]과 기질에 대한 수소 결합, 촉매 위치로 끌어당기는 His11에 관여한다.
- Arg90: 결합에 직접적으로 관여하지는 않지만, 이 양전하를 띤 잔기는 단백질의 전반적인 안정성에 필수적이다. 촉매 작용에 거의 영향을 미치지 않으면서 리신으로 대체될 수 있다.[4]
- Cys23: 전체 구조에는 거의 영향을 미치지 않지만 효소의 반응성에는 큰 영향을 미친다.[5]

- 비스포스포글리세르산 뮤테이스의 활성 부위에 있는 2,3-비스포스포글리세르산. Arg10, Arg62, Arg100, Arg116, Arg117, His11, His188, Tyr92, Asn190, Glu89와 같이 기질을 제자리에 고정하는 데 도움을 주는 잔기들이 표시되어 있다.
- 돌연변이에 대해 적절한 위치에 기질을 유지하는 데 도움을 주는 활성 부위의 모든 잔기들에 대한 2차원적 묘사[3]
- 1,3-비스포스포글리세르산(1,3-BPG)을 2,3-비스포스포글리세르산(2,3-BPG)으로 전환하는 메커니즘[3]

## 촉매 메커니즘
1,3-비스포스포글리세르산(1,3-BPG)은 활성 부위에 결합하여 입체구조적 변화를 일으키고 활성 부위 주변의 틈이 기질에서 닫혀 제자리에 단단히 고정된다. 1,3-비스포스포글리세르산은 주변의 잔기들과 다수의 수소 결합을 형성하며, 그 중 다수는 양전하를 띠고 있어서 이동성을 심각하게 제한한다. 이러한 경직성은 엔탈피적으로 구동되는 관련성을 암시한다. 입체구조적 변화로 인해 His11이 회전하게 되며, 부분적으로는 His188에 대한 수소 결합에 의해 도움을 받는다. His11은 인산기와 작용하고 His11이 인산기를 공격하는 친핵체인 SN2 메커니즘을 거친다. 그런 다음 2' 하이드록실기가 인산을 공격하고 His11로부터 제거되어 2,3-비스포스포글리세르산(2,3-BPG)을 생성한다.

## 같이 보기
- 포스포글리세르산 뮤테이스 (PGM)
- 1,3-비스포스포글리세르산 (1,3-BPG)
- 2,3-비스포스포글리세르산 (2,3-BPG)

## 더 읽을거리
- Fujita T;  외. (1998년 12월 1일). “Human erythrocyte bisphosphoglycerate mutase: inactivation by glycation in vivo and in vitro”. 《J Biochem》 124 (6): 1237–44. doi:10.1093/oxfordjournals.jbchem.a022243. PMID 9832630.